# Tom Chessell
Thomas Edmund Malcolm "Tom" Chessell (ur. 1 kwietnia 1914 w Ashfield, zm. 9 maja 1992 w Chevron Island) – australijski wioślarz, brązowy medalista olimpijski.
Wystąpił na igrzyskach olimpijskich w Helsinkach w 1952 roku, gdzie Australijczycy w składzie: Bob Tinning, Ernest Chapman, Nimrod Greenwood, Mervyn Finlay, Edward Pain, Phil Cayzer, Tom Chessell, Dave Anderson i Geoff Willamson (sternik) zdobyli brązowy medal w ósemkach. W finale o 7,2 sekundy przegrali z osadą USA, a o 1,9 sekundy szybsza była osada ZSRR. Był to jego jedyny start olimpijski.
W trakcie II wojny światowej służył w Royal Australian Air Force w stopniu pilot officera, wymieniony w sprawozdaniu. 